# مسجد شریفی
مسجد شریفی مربوط به دوره متاخر اسلامی اواخر دوره قاجار است و در ابرکوه، محله دروازه میدان واقع شده و این اثر در تاریخ ۲۲ آبان ۱۳۸۶ با شمارهٔ ثبت ۱۹۸۹۴ به‌عنوان یکی از آثار ملی ایران به ثبت رسیده است.